# Juan Manuel Bellón López
Juan Manuel Bellon López, född 8 maj 1950 i Valencia, är en spansk och svensk (från 2017) stormästare i schack (1978). Han är femfaldig spansk mästare (1969, 1971, 1974, 1977, 1982).

## Förändring avElo-rating
Juan Manuel Bellón López nådde ett personligt rekord i FIDE:s rating i juli 1991 på 2510.